# Kloster St. Sebastian (Augsburg)

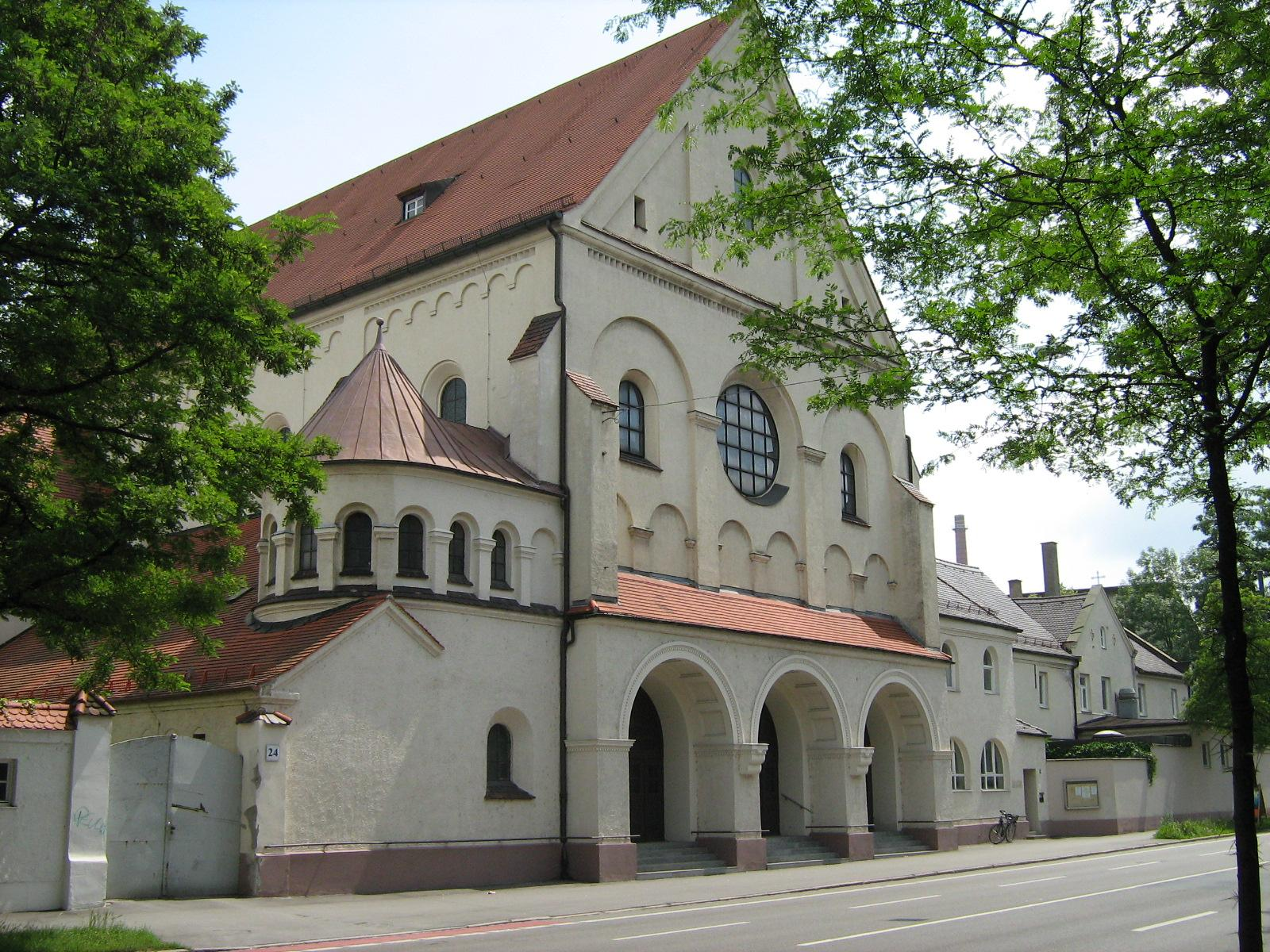
St. Sebastian

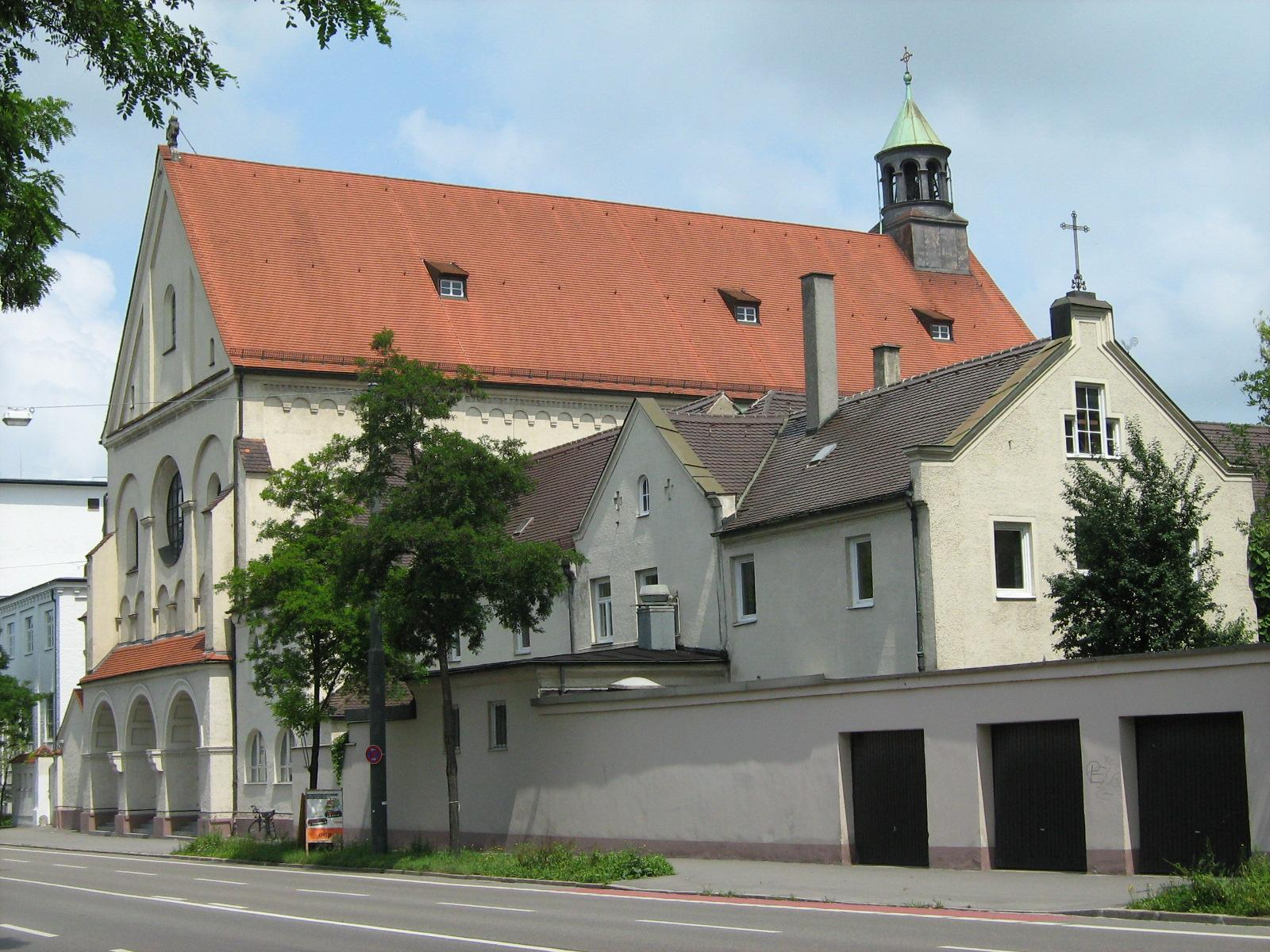
St. Sebastian

Das Kloster St. Sebastian war bis 2008 ein Kapuzinerkloster in Augsburg-Oberhausen, rechts der Wertach im Bistum Augsburg. Es ist auf drei Seiten vom Werksgelände des Maschinenbauunternehmens MAN umschlossen, an der vierten Seite grenzt es an die Sebastianstraße.
Die früher zu diesem Kloster gehörende Kirche St. Sebastian ist eine der wenigen Augsburger Kirchen, die den Zweiten Weltkrieg unbeschädigt überstanden haben. Sie steht unter Denkmalschutz (Akten-Nr. D-7-61-000-941).

## Geschichte

### Vorgängerkloster St. Franziskus und sel. Gualfardus
Das erste Kapuzinerkloster in Augsburg befand sich in der heutigen Kapuzinergasse, einer westlichen Nebenstraße der Maximilianstraße. Es wurde 1601 durch Max Fugger und seine Brüder, die Freiherrn von Kirchberg und Weißenhorn, gegründet. 1602 wurden Kirche und Kloster zu Ehren des heiligen Franziskus und des heiligen Wolfhard (lateinisch Gualfardu) durch Bischof Heinrich V. von Knöringen eingeweiht. 1809, während der Säkularisation in Bayern, wurde dieses Kloster aufgelöst und abgerissen. Auf dem ehemaligen Klostergelände errichtete Hasen-Bräu Ende des 19. Jahrhunderts eine neue Produktionsstätte.

### Kirche und Kloster St. Sebastian

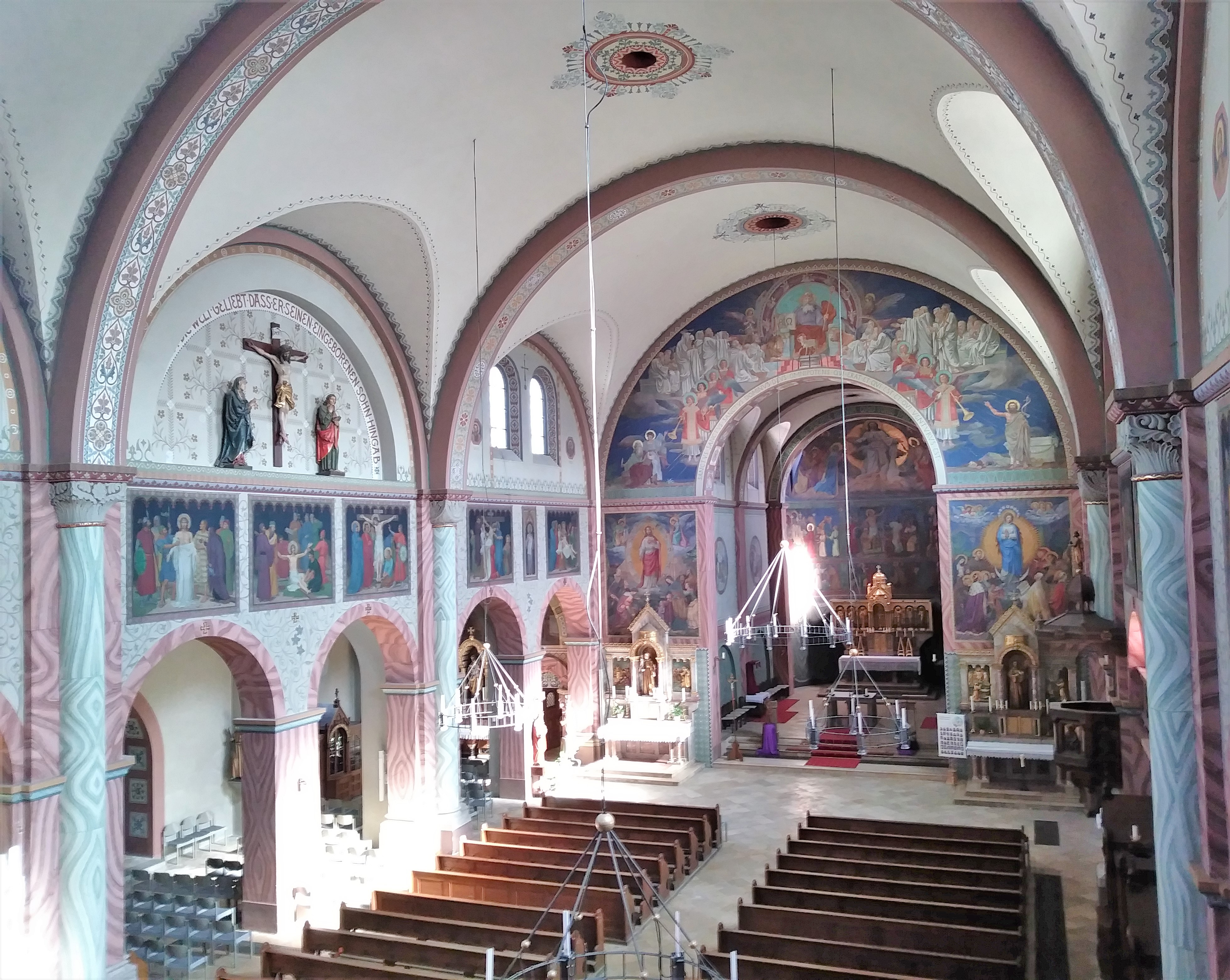
Innenraum

Im Norden Augsburgs, außerhalb der Stadtmauern, gab es ein Lazarett. Dort vor dem Stephingertor, unweit der Bastion Lueginsland bzw. „zwischen dem Wertachbrucker- und Stephingertor, unweit des Lazaretts gelegen,“ wurde in den Jahren 1611 bis 1612 vom Rat der Stadt ein dem hl. Sebastian geweihtes Gotteshaus als Kapelle erbaut, dazu „ein Haus für katholische Geistliche, die zur Pestzeit das Lazarett besorgen mußten“. Der Baumeister dieser St.-Sebastians-Kapelle war Elias Holl. Dieses Gotteshaus wurde im Dreißigjährigen Krieg 1632 von den Schweden zerstört und mehrfach durch Nachfolgebauten ersetzt. Nach 1724 war St. Sebastian eine Kirche mit barocker Ausstattung.
1843 kamen die Kapuziner wieder nach Augsburg. Da ihr früheres Kloster nicht mehr bestand, zogen sie zu St. Sebastian und gründeten dort ein neues Siechenhaus. 1908 wurde es zum Konvent erhoben. In den Jahren 1907–1909 wurde das Kloster erweitert und die heutige Kirche St. Sebastian im neuromanischen Stil erbaut. Ab 1966 nannte sich das Kapuzinerkloster „Franziskanisches Zentrum St. Sebastian“. Die Franziskanische Gemeinschaft von rund 80 Laien, die ihr Leben am Vorbild des heiligen Franz von Assisi ausrichten, war mit den Kapuzinern eng verbunden.
1996 wurde das Kapuzinerkloster umfassend restauriert. Am 26. Oktober 2008 wurde es aufgelöst.

## Kirche

Deglers Mondsichelmadonna

Die Kirche St. Sebastian ist eine dreischiffige Pfeilerbasilika in strengen neuromanischen Formen mit eingezogenem Chor und Dachreiter. Das Kircheninnere ist mit Fresken im Jugendstil geschmückt.
Hervorzuhebende Stücke der Ausstattung der Kirche sind die überlebensgroße Muttergottes von Hans Degler sowie die Gebeine der hll. Wolfhard von Augsburg und Luzius von Chur. Diese Reliquien waren bereits von Bischof Heinrich 1602 aus Chur in die Kapuzinerkirche verbracht worden. Bei der Aufhebung des Klosters 1809 gelangten sie in das Zentralkloster der Kapuziner nach Dillingen an der Donau; 1858 wurden sie in das neue Augsburger Kapuzinerkloster verbracht.
St. Sebastian wird heute von der Pfarrei St. Georg mitbetreut und dient daneben der kroatischen Kirchengemeinde als Versammlungsort. Auch finden dort einmal im Monat Gottesdienste im slawisch-Byzantinischen Ritus (in deutscher Sprache) statt.

## Orgel

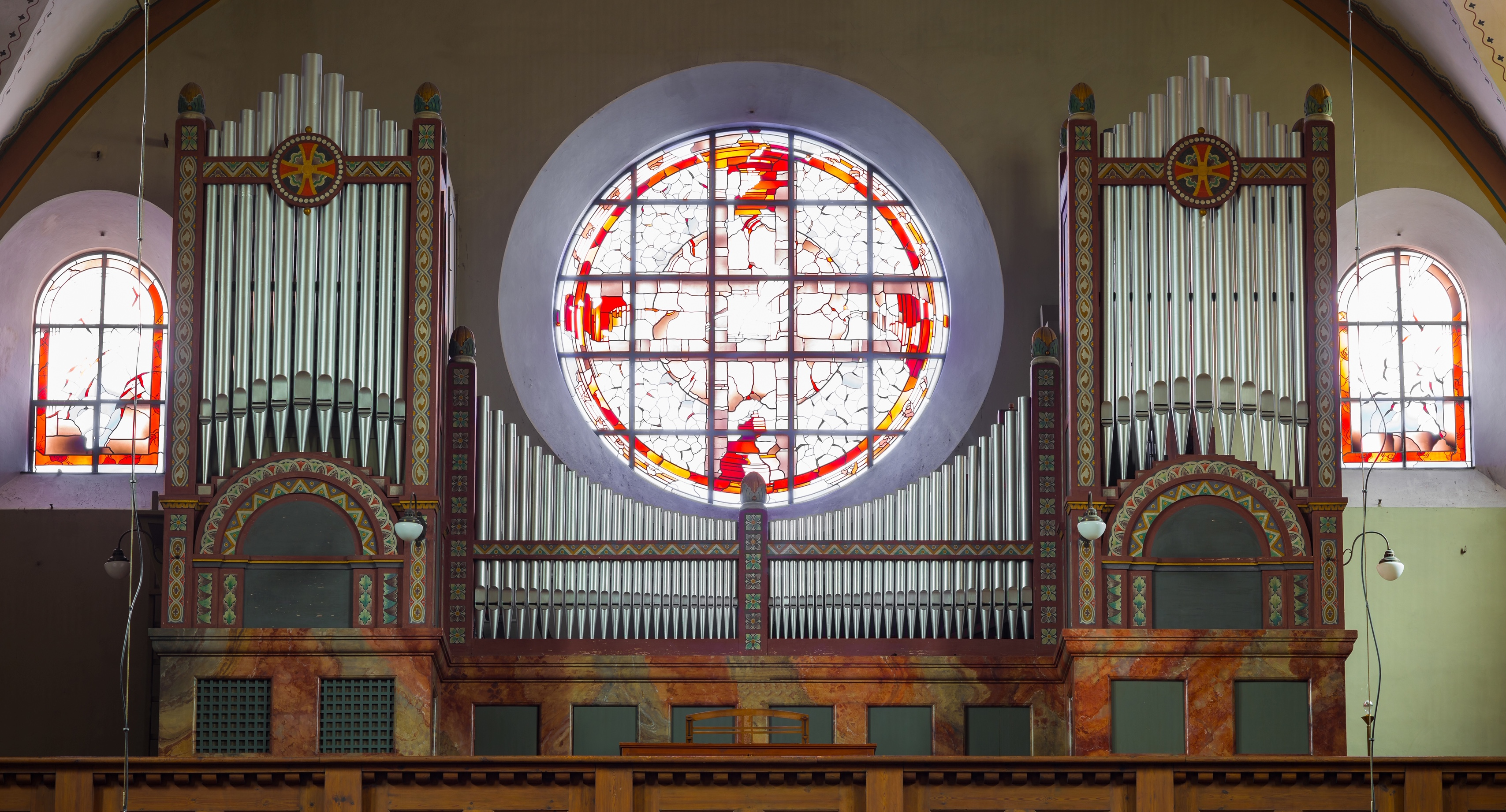
Orgel in St. Sebastian

Die Orgel wurde 1912 von der Firma H. Koulen & Sohn erbaut. 1965 erfolgte die Umrüstung von einer rein pneumatischen auf eine elektrische Traktur durch Orgelbau Max Offner (Augsburg). 1996 wurde das Instrument von Max Offner restauriert. Die Orgel ist die größte noch im Dienst befindliche Orgel des elsässischen Orgelbauers Heinrich Koulen.